# Pornainen
Pornainen (in svedese Borgnäs) è un comune finlandese di 5011 abitanti, situato nella regione dell'Uusimaa.

## Società

### Lingue e dialetti
Il finlandese è l'unica lingua ufficiale di Pornainen.
| %     | Ripartizione linguistica (gruppi principali) |
| ----- | -------------------------------------------- |
| 2,2%  | madrelingua svedese                          |
| 96,1% | madrelingua finlandese                       |